# حفل الولاء والبيعة

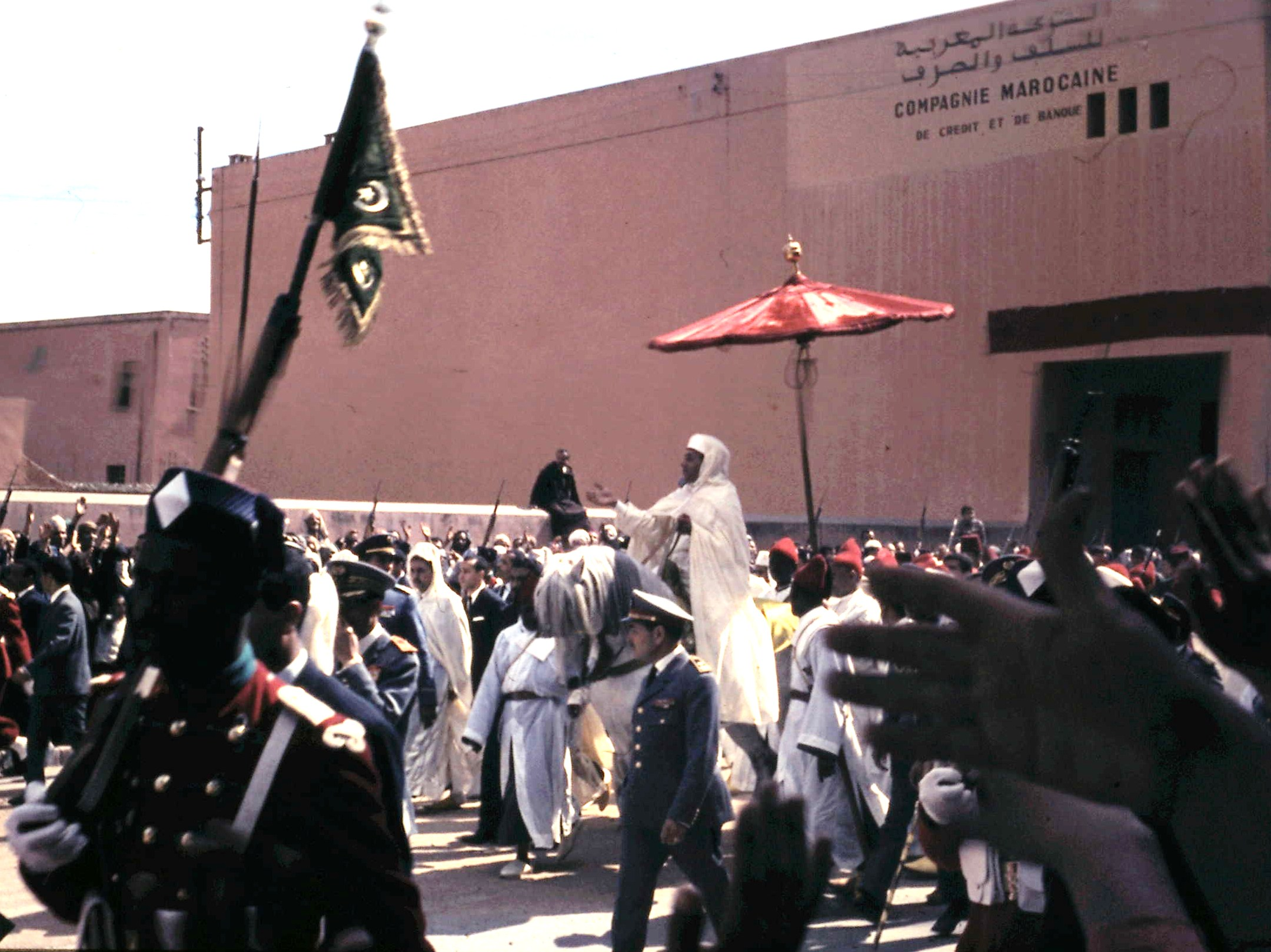
حفل الولاء والبيعة للحسن الثاني في مراكش، 1966.

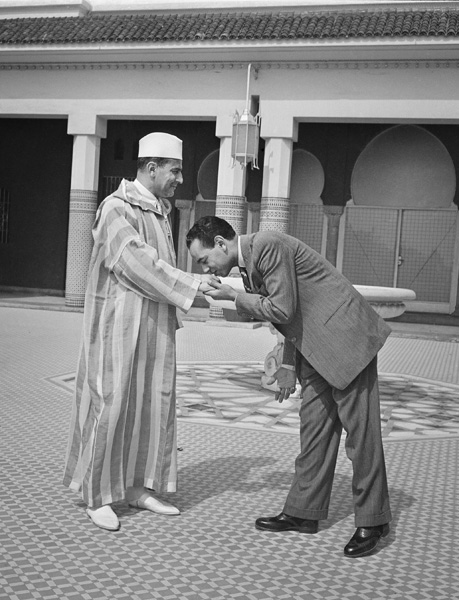
الحسن، ولي العهد آنذاك، وهو يقبل يد والده السلطان محمد الخامس سنة 1950.

حفل الولاء والبيعة هو حفل رسمي في المملكة المغربية، يُقام كل سنة في 30 يوليو، وأحيانًا في تواريخ أخرى، لتجديد الولاء والبيعة للعاهل المغربي. وهذا هو أكبر عيد وطني مدني في المغرب، عُقد هذا الحفل التقليدي في 3 مارس في عهد الحسن الثاني، وافتتح أول مرة في عام 1934 من قبل القوميين المغاربة الذين كانوا راغبين في تحدي السلطات الفرنسية التي حكمت المغرب.
يُقام حفل الولاء والبيعة في مكان يُسمى المشور، قرب القصر الملكي، وقد يختلف مكان إقامة مراسيم الاحتفال من سنة إلى أخرى، فعادة ما يُقام بالرباط، فاس، طنجة، تطوان، مراكش أو الدار البيضاء. باستثناء حفل الولاء لسنة 1980 التي تم إقامته في مدينة الداخلة إحتفالا باسترجاع إقليم وادي الذهب. وجرت العادة أن يختار البروتوكول الملكي لهذه الذكرى بعدًا كرنافاليًا يتجلى في حضور المنتخبين عن جهات المملكة وممثلي الشعب المغربي إلى باحة أحد القصور الملكية، من أجل تقديم فروض الطاعة والولاء وتجديد العهد للعرش المغربي، والتأكيد على التمسك ب «أهداب العرش».
وتعتبر البيعة وطقوسها «تجديد من لدن المغاربة للبيعة التي في عنقهم إزاء الملك باعتبارها عقدا سياسيا ودينيا شاملا» و«عقد سياسي واجتماعي وروحي وديني ورباني وسماوي متكامل».

## خلفية تاريخية
نشأت أول دولة مغربية، كنتاج إسلامي، سنة 788 م، حيث تم إعلان إدريس الأول سلطانا من طرف قبائل أمازيغية في وليلي على أساس البيعة باعتبارها عقدًا مبرمًا بين الملك وبين الرعية، يتعهد فيه الملك بأن يتولى شؤون الأمة ويرعى مصالحها، وتتعهد فيه الأمة بالسمع والطاعة، حيث يعتبر هذا العقد مصدر شرعية حكم السلطان. والبيعة هي ما يميز الدولة المغربية عن باقي الدول الإسلامية الأخرى، والتي لا تكتف بالبيعة الشفوية، حيث لم يثبت قط في تاريخ المغرب أن وقعت بيعة شفوية بل كانت دائمًا البيعة مكتوبة، كما أن صياغتها عرفت تطورًا مع الزمن.
بعد رحيل محمد الخامس، بدأ الحسن الثاني العمل على استرجاع التقليدانية في الحياة العامة بأشكال مدروسة، وذلك بمحو ما تبقى من الاستعمار الثقافي التي قام بإدخالها الحضور الاجنبي، وتم محوها الواحدة تلو الأخرى، باستثناء اللغة الفرنسية التي لم تتمكن الإدارة التخلص منها بشكل كامل في الحياة العامة حتى الآن، فتم إلغاء اللباس الأوروبي من الحفلات الرسمية بدعوى مساندة الصناعة التقليدية المغربية، وعوض اعتماد اللباس الوطني، اللباس الذي أعطاه محمد الخامس الشعبية المعروفة، تمت العودة إلى اللباس الذي عرفه المخزن في القرن التاسع عشر. وهو اللباس الذي كان يلبسه المبعوثون من طرف السلطان إلى زعماء أوروبا، كنابليون والملكة فيكتوريا، الزي الذي خلده الرسامون الأوروبيون في لوحاتهم. فانكب المؤرخون وخبراء الارشيف على الوثائق القديمة والعتيقة، من أجل إعادة بناء البروتوكول القديم كما وصف تفاصيله العديد من السفراء ومن الرحالة الاوربيين.

## طقوس الولاء

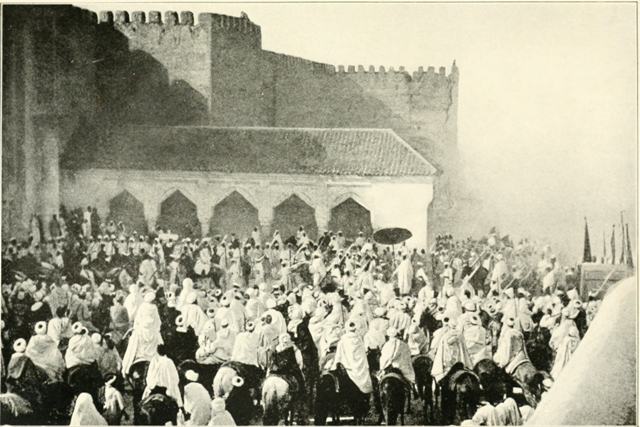
سلطان المغرب مولاي يوسف تحت مظلة خضراء محاط بخيول المخزن، مكناس، سنة 1916م.

كانت تعتبر هذه المناسبة فرصة للتنافس بين الجهات والأشخاص النافذة على من هو الأقدر على تقديم أحسن الفروض وأكثرها تقريبًا إلى فرس الملك ومظلته «الشريفة». يتمحور الحفل حول شخص الملك بلباس تقليدي مغربي تظلله مظلة ضخمة، وهو يمتطي صهوة فرس أسود يحيط به أعوان القصر. وأمامه تصطف عشرات الصفوف من رجال السلطة التابعين للإدارة الترابية والمنتخبين والأعيان، قادمين من جميع أنحاء المملكة، وتقام لهم خيم حول القصر الملكي لاستقبالهم، مرتدين الجلابيب المغربية البيضاء والطرابيش الحمراء، وهم ينحنون بشكل يشبه الركوع. ويشرع الحضور بعد انتظامهم في صفوف طويلة قبالة الملك، في الانحناء له مرددين عبارة «اللهم بارك في عمر سيدي». ويرد عليهم خدم القصر عبارة «الله يرضي عليكم.. قال ليكم سيدي» «الله يعاونكم قال ليكم سيدي»، و «الله يصلحكم قال ليكم سيدي».

### انتقادات
هناك من ينتقد هذه الطقوس معتبرين مسألة الانحناء ركوعًا أو سجودًا، في حين يرى آخرون أن الأمر لا يعدو سوى نوعًا من التوقير والاحترام درج الناس على سلوكه مع ولاة الأمر والعلماء وشيوخ الزوايا والشرفاء، حيث جرت العادة في المجتمعات الإسلامية التقليدية تقبيل يد الشرفاء ولو لم يكونوا ملوكًا، ويعتبر بعض الفقهاء أن ما يقوم به البعض أمام الملك هو انحناء شديد، وليس ركوعًا بالمعنى الشرعي للكلمة، ويرى المؤرخون أنها طقوس متوارثة منذ زمن يراد منها الحفاظ على الهالة والمهابة للسلطان.

## وصلات خارجية
- وقائع حفل الولاء لسنة 1433 هـ (2012) على يوتيوب
- مظـاهر مـن الطقوس المخـزنية